# Red Dog (Film)
Red Dog (deutsch Roter Hund) ist ein australischer Spielfilm von Kriv Stenders aus dem Jahr 2011. Die Tragikomödie basiert auf dem gleichnamigen Roman von Louis de Bernières (dt. Der rote Hund. Eine Geschichte aus Australien), die von Daniel Taplitz für das Kino adaptiert wurde. Geschildert werden die Abenteuer des Hundes Red Dog in und um den westaustralischen Ort Dampier, die auf einer wahren Begebenheit basieren. Der Film wurde von der australischen Produktionsfirma Woss Group Films produziert. 2016 wurde mit Red Dog – Mein treuer Freund ein Prequel veröffentlicht.

## Handlung
Western Australia, Ende der 1970er Jahre: Der Fernfahrer Tom macht in Dampier halt, wo er mit der ungewöhnlichen Geschichte des im Sterben liegenden Red Dog vertraut gemacht wird. Das Paar Maureen und Jack plante Anfang der 1970er Jahre, in dem abgelegenen Bergarbeiterstädtchen einen Pub zu eröffnen. Auf ihrer Fahrt dorthin wurden beide auf einen herrenlosen Hund aufmerksam. Der zutrauliche Mischlingshund (Kelpie x Cattle Dog) verschaffte sich wie selbstverständlich Zugang ins Wageninnere und Maureen und Jack entschlossen sich, das Tier mitzunehmen. Aufgrund seiner rötlichen Fellfarbe, die durch den Staub des Outbacks noch verstärkt wurde, erhielt er den Spitznamen Red Dog bzw. Red.

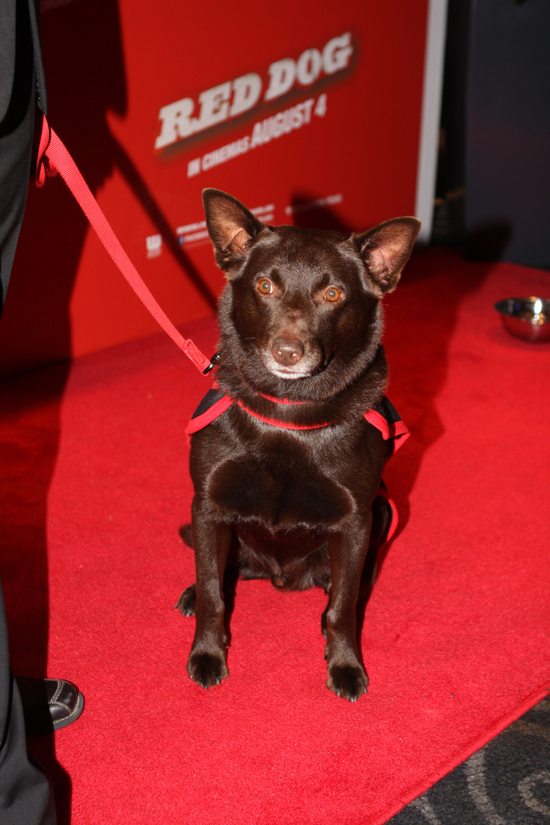
Hauptdarsteller Koko (2005–2012) bei der Premiere in Sydney.

Nach dem Eintreffen von Red Dog in Dampier begannen sich viele Bewohner dem freundlichen und aufgeschlossenen Tier zu öffnen. Spannungen unter den rauen und trinkfreudigen Bergleuten aus aller Herren Länder, die einen Großteil der Bevölkerung des Ortes stellten, wurden mit Hilfe des Hundes, der anfangs niemandem gehörte, abgebaut. So fand der italienische Bergarbeiter Vanno einen bereitwilligen Zuhörer, mit dem er seine vielen Geschichten aus seiner Heimatregion, den Abruzzen, teilen konnte. Später sollte er durch Red Dog seine Ehefrau, die Tierarzthelferin Rosa, kennenlernen. Dem kräftigen Peeto leistete der Hund Gesellschaft beim heimlichen Stricken und Musikhören. Den depressiven Einzelgänger Jocko brachte das Tier indirekt vom Selbstmord ab, nachdem dieser Ehefrau und Kind durch Kriegswirren in seinem Heimatland verloren hatte.
Ein richtiges Herrchen fand Red Dog jedoch erst im Busfahrer John Grant. Der nichtsesshafte Motorradfahrer teilte anfänglich nicht die offenen Sympathiebekundungen. Erst als Grant sich während einer Wette im Pub für den Hund einsetzte, wurde Red Dog im beiderseitigen Einvernehmen zu seinem getreuen Begleiter. Auch als das Tier von einem Unbekannten angeschossen wurde, stand er dem Hund zur Seite. Gegen die große Zuneigung des Tieres musste sich die junge und attraktive Sekretärin Nancy behaupten, die Johns Verlobte wurde. Als John bei einem Verkehrsunfall ums Leben kam, blieb das Tier allein in seinem Haus zurück und hoffte auf dessen Rückkehr. Nach drei Wochen begann Red Dog nach seinem Herrchen zu suchen. Er wurde bereitwillig in Autos, Trucks, Flugzeugen und sogar auf Schiffen mitgenommen und durchstreifte ganz West- und Nordaustralien sowie Japan auf der Suche nach John.
Nach Jahren kehrte der Hund wieder zu Nancy nach Dampier zurück, wo er erneut in die Gemeinschaft aufgenommen wurde und sich erfolgreich der verfeindeten Katze Red Cat und deren hundefeindlichem Besitzer, dem Wohnwagensiedlungsverwalter Mr. Cribbage erwehren konnte. Cribbage verlässt den Ort unter Zurücklassung von Red Cat, mit der sich Red Dog anfreundet. Nach dem vermutlichen Verzehr eines vergifteten Köders stirbt das Tier, wobei es sich mit seinen letzten Kräften zum Grab seines ehemaligen Herrchens John schleppt. In der Folgezeit wird Red Dog in Dampier mit einer lebensgroßen Skulptur geehrt, während sich der Fernfahrer Tom in Nancy verliebt und ein Jahr später mit einem Kelpie/Cattle-Dog-Welpen zu ihr zieht.

## Entstehungsgeschichte

### Der wahreRed Dog
Die Geschichte des Films basiert auf einer wahren Begebenheit. 1971 wurde in der australischen Bergarbeiterstadt Paraburdoo, südlich von Tom Price, ein Mischlingshund (Kelpie/Cattle Dog) geboren. Das Tier, das ursprünglich auf den Namen Tally Ho hörte (neben Red Dog sollte der Hund auch unter dem Namen Bluey bekannt werden), gehörte zuerst einem Colonel Cummings. Dieser beschrieb den Junghund als „geborenen Wanderer“ mit einem „unbegrenzten Vorrat an Energie“. Cummings fuhr das Tier deshalb vier Meilen entfernt zum Flughafen von Paraburdoo, wo er Tally Ho aussteigen und hinter seinem Wagen herlaufen ließ. Als der Hund ein Jahr alt war, zog die Familie nach Dampier um, wo das Tier in „Red Dog“ umbenannt wurde, nachdem er die Autofahrt durch das Outback auf einem offenen Anhänger verbracht hatte und von der bei der Fahrt aufgewirbelten typischen, australischen roten Erde „eingepudert“ war. Im neuen Zuhause büxte er aus und vagabundierte fortan. Bereits in frühen Jahren legte sich der Red Dog an den Straßenrand, wo er von vorbeifahrenden Auto-, Bus-, Fernfahrern, Minenfahrzeug- oder auch Zugführern mitgenommen bzw. gelegentlich verpflegt wurde. Häufig stahl er bei Familienfesten unbeaufsichtigte Fleischmahlzeiten. Auch war er für seinen heftigen Gestank bekannt.
Das Tier, das durch viele Zeitungsberichte in der Region von Paraburdoo zu Popularität kam, verbrachte die meiste Zeit zwischen Karratha und Dampier. Dort nutzte Red Dog den regelmäßig verkehrenden Hamersley-Arbeiterbus – in den späten 1960er Jahren hatte die Hamersley Iron Company mit dem Betrieb einer gewaltigen Eisenerzmine außerhalb von Tom Price begonnen und eine Eisenbahnstrecke nach Dampier gebaut, wo ein großer Überseehafen entstand. Der Hund wurde aber auch im 1300 km südlich gelegenen Perth gesichtet. Angeblich soll Red Dog auch eine zweiwöchige Reise auf einem mit Eisenerz beladenen Containerschiff nach Japan angetreten haben. Sein Halsband trug die Inschrift „Red Dog Bluey“ auf der einen Seite und „I’ve been everywhere mate“ (dt.: „Ich bin überall gewesen, Kamerad“) auf der anderen (anderen Angaben zufolge ein Anhänger mit der Inschrift „Red Dog – Bluey“ auf der einen Seite). Besonderen Zugang hatte das Tier zu einem Busfahrer namens John Stazzonelli. Red Dog begleitete ihn bei seiner Arbeit und saß immer auf einem Platz hinter dem Fahrersitz, bis Stazzonelli bei einem Verkehrsunfall ums Leben kam. In Autos oder Lastwagen soll das Tier stets den Vordersitz neben dem Fahrer besetzt haben.

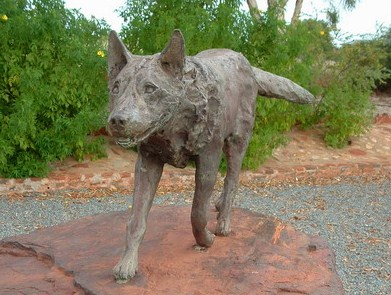
Bronzestatue Red Dogs in Dampier, Western Australia

Bei einem seiner nächtlichen Streifzüge wurde Red Dog zweimal ins Bein geschossen. Zwei Männer aus Dampier brachten ihn daraufhin zu einem Tierarzt ins 350 km entfernte Port Hedland. Nachdem sein Leben gerettet wurde, erhielt der Hund ein eigenes Bankkonto sowie Mitgliedschaften im Dampier Club und der Metal Trades Union. Lotterien wurden veranstaltet, um seine Futtermittelrechnungen bezahlen zu können, und er erhielt eine Essenskarte für das Kasino von Hamersley. Die Wales Bank, das kontoführende Kreditinstitut, warb mit der Mitgliedschaft des Hundes („If Red banks at the Wales, you can too.“, dt.: „Wenn Red ein Bankkonto bei Wales hat, kannst Du das auch.“). Anderen Angaben zufolge soll ein Elektriker der Dampier Salt Company sich für einige Zeit des Tieres angenommen haben, als Red Dog vom Heck eines Lastwagens stürzte. Der Mann soll neben den Klubmitgliedschaften und dem Bankkonto auch den Hund offiziell im australischen Landkreis angemeldet haben, woraufhin Red Dog den offiziellen Titel „Dog of the Northwest“ (dt.: „Hund des Nordwestens“) erhielt. Der Titel erlaubte Red Dog, vielerorts umherzustreifen, wo „normale“ Hunde nicht toleriert wurden.
Red Dog verstarb am 20. November 1979, nachdem man ihm vermutlich einen mit Strychnin vergifteten Köder zu fressen gegeben hatte. Das Lokalblatt The Hamersley Iron News beschrieb ihn in einem Nachruf als „Pilbara’s Own Epitome of the Dog Liberation Movement“ (dt.: „Pilbaras eigener Inbegriff der Hundebefreiungsbewegung“). Der Kadaver wurde zwischen Roebourne und Cossack in Western Australia in einem unmarkierten Grab beerdigt. Mehr als ein Jahr später, am 14. Dezember 1980, wurde außerhalb von Dampier eine drei Tonnen schwere, lebensechte Bronzestatue Red Dogs eingeweiht, die mit Hilfe von Spenden in Höhe von 2600 Australischen Dollar zustande gekommen war. Auf der am Kunstwerk angebrachten Plakette steht geschrieben: „Red Dog. The Pilbara Wanderer. Erected by the many friends made during his travels.“ (dt.: „Red Dog. Der Pilbara-Wanderer. Errichtet durch die vielen Freunde, die er während seiner Reisen gewonnen hat.“). 1983 veröffentlichte Nancy Gillespie unter dem Titel Red Dog eine Sammlung von Anekdoten und Gedichten von Menschen aus der Pilbara-Region, um das Leben des Hundes aufzuzeichnen.

### Romanadaption
Ende der 1990er Jahre wurde Louis de Bernières (Corellis Mandoline) auf die Geschichte Red Dogs aufmerksam. Der britische Schriftsteller und Katzenbesitzer war erstmals nach Australien gereist. Er befand sich auf einer Buchreise durch Western Australia und war Gast beim Perth Writers’ Festival. Als er einen ersten literarischen Abend in Dampier abhielt, wurde er auf die Bronzestatue aufmerksam. „Ich hielt an […] und dachte, dies ist sonderbar. Es war eine Statue eines Hundes, der Mitfahrgelegenheiten nutzte und dahin ging, wo auch immer er hin wollte“, so De Bernières. Wenige Monate, nachdem er vom Schicksal des Tieres erfahren hatte, reiste er 1998 nach Karratha. Obwohl er eher Katzen als Hunden zugetan ist („Mir sind Katzen viel lieber und ich erachte diese höher als Menschen.“), blieb er zwei Wochen für Recherchearbeiten an dem Buch. Die Ergebnisse trug De Bernières jeden Abend mit seinem Laptop am Margaret River zusammen, der ihn an die Landschaft Schottlands erinnerte. Dabei griff er auf Anekdoten von Menschen zurück, die Red Dog aus den 1970er Jahren gekannt hatten, sowie auf Presseausschnitte, mehrere Bücher und eine Gedichtesammlung.
Das 100-seitige Werk erschien 2001 unter dem Titel Red Dog. Ein Jahr später wurde es unter dem Titel Der rote Hund ins Deutsche übersetzt. Das Buch basiert lose auf den Erlebnissen des Tieres, da De Bernières Beleidigungen bzw. die falsche Darstellung von wirklich existierenden Personen fürchtete. 2006 wurde im Black Swan Theatre von Perth Victoria Lauries Bühnenstück The Loaded Dog uraufgeführt, das ebenfalls vom Leben des Hundes inspiriert wurde.

### Dreharbeiten zum Film

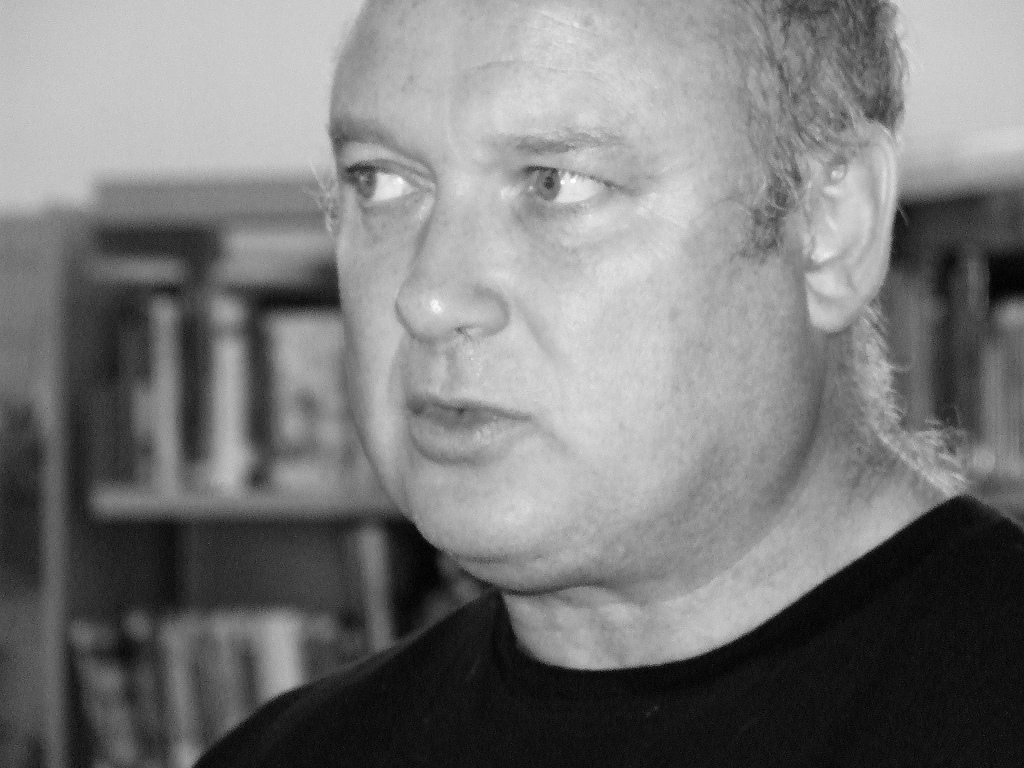
„Ich hoffe, meine Katze findet niemals heraus, dass ich eine Geschichte geschrieben habe, um das Leben eines Hundes zu feiern.“ (Louis de Bernières, Autor der Romanvorlage)

Bei den Dreharbeiten für den acht Millionen Australische Dollar teuren Film übernahm ein fünfjähriger roter Kelpie namens Koko († 2012) den größten Teil der Arbeit. Laut Filmproduzent Nelson Woss, der nach Ende der Dreharbeiten Eigentümer von Koko wurde, sei das Tier in 85 Prozent von Red Dog zu sehen. Drei weitere Hunde wurden für den Film eingesetzt, darunter ein älteres Tier für die Sterbeszene. Der US-Amerikaner Josh Lucas wurde erst zwei Wochen nach Beginn der Dreharbeiten verpflichtet, nachdem ein anderer Schauspieler die Rolle des John Grant aufgegeben hatte. Die australischen Bergbauunternehmen Rio Tinto Group, Woodside Petroleum und WesTrac unterstützten das Filmprojekt ebenso wie Louis de Bernières. Der Autor hatte dem kanadischen Drehbuchautor Daniel Taplitz freie Hand bei der Adaption seines Werkes gelassen, mit der Bedingung, dass der Film an Originalschauplätzen gedreht würde. US-amerikanische Unternehmen wie Warner Bros. hatten sich vergeblich bemüht, an dem Projekt mitzuarbeiten und die Geschichte nach Texas zu verlegen.
Die australischen Produzenten von Red Dog waren mit Filmen wie Frei geboren – Königin der Wildnis (1966), Der schwarze Hengst (1979) oder Der Bär (1988) aufgewachsen und hatten Wert darauf gelegt, einen „altmodischen Film“ zu kreieren, unter wenig Zuhilfenahme von CGI-Effekten. Diese kamen unter anderem in den Kampfszenen zwischen Red Dog und Red Cat zum Einsatz.

## Veröffentlichung
Der Film feierte seine Weltpremiere am 13. Februar 2011 im Rahmen der Sektion Generation 14plus der 61. Internationalen Filmfestspiele von Berlin. Kinostart in Australien war am 4. August 2011, im Vereinigten Königreich und Irland am 24. Februar 2012. In Deutschland wurde er am 21. August 2012 als DVD-Premiere veröffentlicht. Deutscher Alternativtitel: Red Dog – Ein Held auf vier Pfoten.

## Auszeichnung
- 2011: Grand Prize auf dem Heartland Filmfestival

## Filmmusik
- Evie – Stevie Wright
- Do the Stomp – The Snowdroppers
- Bom Bom – Daddy Cool
- Eagle Rock – Daddy Cool
- Jump into the Fire – Harry Nilsson
- Stumblin In – Suzi Quatro & Chris Norman
- Run you down – Frankie Mann, Joe Ramirez, The Jumping Jacks
- Shadow Boxer – The Angels
- Clean white Love – Lisa Mitchell
- Wooly Bully – Sam the Sham & the Pharaohs
- Move over Rover – Billy Hall and his Rhythm Boys
- We can’t be beaten – Rose Tattoo
- Way Out West – The Dingoes
- Let My Love Open the Door – Pete Townshend
- Jeepers Creepers – Jade MacRae, Emily Lubitz
- Gotta Get You – Martin Armiger
- Booze Party – Three Aces and a Joker
- Set Up Another Drink – Carl Phillips
- Bellissimo – Cezary Skubiszewski
- Jaws – John Williams

Quelle: